# Liste der Kulturdenkmäler in Hamburg-Langenhorn
Die Liste der Kulturdenkmäler in Hamburg-Langenhorn enthält die in der Denkmalliste ausgewiesenen Denkmäler auf dem Gebiet des Stadtteils Langenhorn der Freien und Hansestadt Hamburg.
Basis ist der Datensatz Denkmalliste Hamburg auf dem Transparenzportal Hamburg. Dieser enthält alle Objekte, die rechtskräftig nach dem Hamburger Denkmalschutzgesetz vom 5. April 2013 unter Denkmalschutz stehen (§ 6 Abs. 1 DSchG HA) oder zumindest zeitweise standen. Die Denkmalliste steht auch als PDF-Dokument zur Verfügung. Alle Denkmäler in Langenhorn, die schon nach dem Denkmalschutzgesetz vom 3. Dezember 1973, zuletzt geändert am 27. November 2007, unter Denkmalschutz standen, sind auch auf der Liste der Kulturdenkmäler im Hamburger Bezirk Hamburg-Nord zu finden.

## Legende
- ID: Gibt die vom Denkmalschutzamt Hamburg vergebene Objekt-ID (Identifikationsnummer) des Kulturdenkmals an, (in Klammern gegebenenfalls die Denkmalnummer nach altem Denkmalschutzgesetz).
- Adresse: Nennt den Straßennamen und, wenn vorhanden, die Hausnummer des Kulturdenkmals. Die Grundsortierung der Liste erfolgt nach dieser Adresse.
- Art: Zeigt an, ob es ein Objekt („O“) oder ein Ensemble („E“) ist.
- Datierung: Gibt die Datierung an; das Jahr der Fertigstellung bzw. den Zeitraum der Errichtung.
- Ensemble: Gibt die Nummer des Ensembles an, zu der das Objekt gehört, bzw. bei Ensembles die Nummer des Ensembles selbst.

Hinweis: Die Grundsortierung der Liste erfolgt nach der Adresse und ist alternativ nach ID, Art (Objekt oder Ensemble), Typ, Datierung, Entwurf oder Kurzbeschreibung sortierbar.

| ID           | Adresse | Art | Typ | Kurzbeschreibung | Datierung                                    | Entwurf                                                   | Ensemble | Bild           |
| ------------ | --- | --- | --- | --- | -------------------------------------------- | --------------------------------------------------------- | -------- | -------------- |
| 23292 (1568) | Bärenhof 32 (Lage) | O   | Landheim | | 1924/25                                      | Hochbauamt (Schmidt [Oberbaurat], Hacker [Baurat])        |          |                |
| 23823 (1568) | Bärenhof 33 (Lage) | O   | Landheim | | 1924/25                                      | Hochbauamt (Schmidt [Oberbaurat], Hacker [Baurat])        |          | BW             |
| 23822 (1568) | Bärenhof 34 (Lage) | O   | Landheim | | 1924/25                                      | Hochbauamt (Schmidt [Oberbaurat], Hacker [Baurat])        |          | BW             |
| 30982        | Borner Stieg 1, 2, 3, 4, 5, 6, 7, 8, 9, 11, 13, 15, 17, 19, 21, 23, 25, 27, 28, 29, 30, 31, 32, 33, 34, 35, 36, 37, 38, 39, 40, 41, 42, 43, 44, 45, 46, 47, 48, 49, 50, 51, 52, 53, 54, 55, 56, 57, 58, 59, 60, 61, 62, 63, 64, Fritz-Schumacher-Allee 1, 3, 3a, 5, 7, 9, 11, 13, 15, 17, 19, 21, 23, 23a, 25, 27, 29, 31, 33, 35, 37, 39, 41, 43, 45, 47, 49, 51, 53, 55, 57, 59, 61, 63, 65, 67, 69, 71, 73, 75, 77, 79, 81, 83, 85, 87, 89, 91, 93, 95, 97, 99, 101, 103, 105, 107, 109, 111, 113, o.Nr., Harnacksweg 1, 1a, 2, 2a, 3, 4, 5, 6, 7, 8, 9, 10, 11, 12, 13, 14, 15, 16, 17, 18, 19, 20, 21, 22, 23, 24, 25, 26, 27, 28, 29, 30, 31, 32, Hartmannsau 4, 6, 8, 10, 12, 14, Herzmoortwiete 9, 10, 11, 12, 13, 14, 15, 16, Hogenlietgrund 2, 4a, 4b, 4c, 6, Hohe Liedt 40, 42, 44, 46, 48, 50, 52, 54, 56, 58, 60, 62, 64, 66, Immenhöven 5, 6, 7, 8, 10, 11, 12, 13, 14, 15, 16, 17, 18, 19, 20, 21, 21a, 22, 23, 24, 25, 26, 27, 28, 29, 30, 31, 32, 33, 34, 35, 36, 37, 38, 39, 39a, 39b, 40, 41, 42, 43, 44, 45, 46, 47, 48, 49, 51, 53, 55, o.Nr., Laukamp 1, 2, 3, 4, 5, 6, 7, 8, 9, 10, 11, 12, 17, 18, 19, 20, 21, 22, 23, Tangstedter Landstraße 147, 148, 149, 150, 151, 152, 153, 155, 157, 158, 159, 160, 161, 162, 163, 164, 165, 166, 167, 168, 169, 169a, 170, 171, 172, 173, 174, 175, 177, 178, 179, 180, 181, 182, 182a, 183, 184, 185, 186, 187, 188, 189, 190, 191, 192, 193, 194, 195, 196, 197, 198, 199, 200, 201, 202, 203, 204, 205, 206, 207, 208, 209, 210, 211, 212, 213, 214, 215, 216, 217, 219, 221, 221a, 223, 223a, 223b, 223c, 223d, 223e, 225, 227, 229, 231, 233, 234a, 235, 236, 237, 238, 239, 241, 243, 244, 244a, 245, 246, 247, 248, 249, 250, 251, 253, 257a, 257b, 257c, 259a, 259b, 261a, 261b, 261c, 263, 265, 267, 269, 271, 273, Timmerloh 1, 2, 3, 4, 5, 6, 7, 8, 9, 10, 11, 12, 13, 14, 15, 16, 18, 19, 21, 23, 24, 25, 26, 28, 30, 31, 32, 32a, 33, 35, 37, 39, 41, Wattkorn 1, 2, 3, 4, 5, 6, 7, 8, 9, 10, 11, 12, 13, 14, 15, 16, 17, 18, 19, 20, 21, 22, 23, 24, Wördenmoorweg 83, 85, 87, 89, 91, 93, 95, 97, 99, 101, 103, 105, 107, 109, 111, 113, 115, 117, Kastanienplatz (Lage) | E   | | Fritz-Schumacher-Siedlung Langenhorn |                                              |                                                           | 30982    | weitere Bilder |
| 28715        | Borner Stieg 1, 3 (Lage) | O   | Doppelhaus | | 1921                                         | Schumacher, Fritz                                         | 30982    |                |
| 28716        | Borner Stieg 2, 4 (Lage) | O   | Doppelhaus | | 1919–1921                                    | Hochbauwesen/Schumacher, Fritz (Fischer)                  | 30982    |                |
| 28717        | Borner Stieg 5, 7 (Lage) | O   | Doppelhaus | | 1921                                         | Steineke, Friedrich                                       | 30982    |                |
| 28718        | Borner Stieg 6, 8 (Lage) | O   | Doppelhaus | | 1919–1921                                    | Hochbauwesen/Schumacher, Fritz (Fischer)                  | 30982    |                |
| 28719        | Borner Stieg 9, 11 (Lage) | O   | Doppelhaus | | 1921                                         | Steineke, Friedrich                                       | 30982    |                |
| 28720        | Borner Stieg 13, 15 (Lage) | O   | Doppelhaus | | 1921                                         | Steineke, Friedrich                                       | 30982    |                |
| 28721        | Borner Stieg 17, 19 (Lage) | O   | Doppelhaus | | 1919–1921                                    | Hochbauwesen/Schumacher, Fritz (Fischer)                  | 30982    |                |
| 28722        | Borner Stieg 21, 23 (Lage) | O   | Doppelhaus | | 1919–1921                                    | Hochbauwesen/Schumacher, Fritz (Fischer)                  | 30982    |                |
| 28723        | Borner Stieg 25, 27 (Lage) | O   | Doppelhaus | | 1919–1921                                    | Hochbauwesen/Schumacher, Fritz (Fischer)                  | 30982    |                |
| 28724        | Borner Stieg 28, 30 (Lage) | O   | Doppelhaus | | 1919–1921                                    | Hochbauwesen/Schumacher, Fritz (Fischer)                  | 30982    |                |
| 28725        | Borner Stieg 29, 31 (Lage) | O   | Doppelhaus | | 1919–1921                                    | Hochbauwesen/Schumacher, Fritz (Fischer)                  | 30982    |                |
| 28374        | Borner Stieg 32, 34 (Lage) | O   | Doppelhaus | | 1919–1921                                    | Hochbauwesen/Schumacher, Fritz (Fischer)                  | 30982    | weitere Bilder |
| 28372        | Borner Stieg 33, 35 (Lage) | O   | Doppelhaus | | 1919–1921                                    | Hochbauwesen/Schumacher, Fritz (Fischer)                  | 30982    |                |
| 28375        | Borner Stieg 36, 38 (Lage) | O   | Doppelhaus | | 1919–1921                                    | Hochbauwesen/Schumacher, Fritz (Fischer)                  | 30982    |                |
| 28373        | Borner Stieg 37, 39 (Lage) | O   | Doppelhaus | | 1919–1921                                    | Hochbauwesen/Schumacher, Fritz (Fischer)                  | 30982    |                |
| 28377        | Borner Stieg 40, 42 (Lage) | O   | Doppelhaus | | 1919–1921                                    | Hochbauwesen/Schumacher, Fritz (Fischer)                  | 30982    | BW             |
| 28376        | Borner Stieg 41, 43 (Lage) | O   | Doppelhaus | | 1919–1921                                    | Hochbauwesen/Schumacher, Fritz (Fischer)                  | 30982    |                |
| 28379        | Borner Stieg 44, 46 (Lage) | O   | Doppelhaus | | 1919–1921                                    | Hochbauwesen/Schumacher, Fritz (Fischer)                  | 30982    |                |
| 28378        | Borner Stieg 45, 47 (Lage) | O   | Doppelhaus | | 1919–1921                                    | Hochbauwesen/Schumacher, Fritz (Fischer)                  | 30982    |                |
| 28381        | Borner Stieg 48 (Lage) | O   | Wohnhaus | | 1924–1925                                    | Hochbauwesen/Schumacher, Fritz                            | 30982    | BW             |
| 28380        | Borner Stieg 49 (Lage) | O   | Wohnhaus | | 1924–1925                                    | Hochbauwesen/Schumacher, Fritz                            | 30982    |                |
| 28383        | Borner Stieg 50 (Lage) | O   | Wohnhaus | | 1924–1925                                    | Hochbauwesen/Schumacher, Fritz                            | 30982    | BW             |
| 28382        | Borner Stieg 51 (Lage) | O   | Wohnhaus | | 1924–1925                                    |                                                           | 30982    | BW             |
| 28385        | Borner Stieg 52 (Lage) | O   | Wohnhaus | | 1924–1925                                    | Hochbauwesen/Schumacher, Fritz                            | 30982    | BW             |
| 28384        | Borner Stieg 53 (Lage) | O   | Wohnhaus | | 1924–1925                                    | Hochbauwesen/Schumacher, Fritz                            | 30982    | BW             |
| 28727        | Borner Stieg 54 (Lage) | O   | Wohnhaus | | 1924–1925                                    | Hochbauwesen/Schumacher, Fritz                            | 30982    | BW             |
| 28726        | Borner Stieg 55 (Lage) | O   | Wohnhaus | | 1924–1925                                    | Hochbauwesen/Schumacher, Fritz                            | 30982    | BW             |
| 28729        | Borner Stieg 56 (Lage) | O   | Wohnhaus | | 1924–1925                                    | Hochbauwesen/Schumacher, Fritz                            | 30982    | BW             |
| 28728        | Borner Stieg 57 (Lage) | O   | Wohnhaus | | 1924–1925                                    | Hochbauwesen/Schumacher, Fritz                            | 30982    | BW             |
| 28731        | Borner Stieg 58 (Lage) | O   | Wohnhaus | | 1924–1925                                    | Hochbauwesen/Schumacher, Fritz                            | 30982    | BW             |
| 28730        | Borner Stieg 59 (Lage) | O   | Wohnhaus | | 1924–1925                                    | Hochbauwesen/Schumacher, Fritz                            | 30982    | BW             |
| 28733        | Borner Stieg 60 (Lage) | O   | Wohnhaus | | 1924–1925                                    | Hochbauwesen/Schumacher, Fritz                            | 30982    | BW             |
| 28732        | Borner Stieg 61 (Lage) | O   | Wohnhaus | | 1924–1925                                    | Hochbauwesen/Schumacher, Fritz                            | 30982    | BW             |
| 28734        | Borner Stieg 62 (Lage) | O   | Wohnhaus | | 1924–1925                                    | Hochbauwesen/Schumacher, Fritz                            | 30982    | BW             |
| 28735        | Borner Stieg 63 (Lage) | O   | Wohnhaus | | 1924–1925                                    | Hochbauwesen/Schumacher, Fritz                            | 30982    |                |
| 28736        | Borner Stieg 64 (Lage) | O   | Wohnhaus | | 1924–1925                                    | Hochbauwesen/Schumacher, Fritz                            | 30982    | BW             |
| 30984        | Eichenkamp 12, 14, Stockflethweg 130 (Lage) | E   | | St. Jürgen-Kirche Eichenkamp |                                              |                                                           | 30984    | weitere Bilder |
| 24172 (1386) | Eichenkamp 12 (Lage) | O   | Gemeindezentrum (Kirchengebäude; Gemeindehaus; Pfarrhaus; Vorgarten)                                                      | St. Jürgen-Kirche | 1938/39                                      | Langmaack, Gerhard                                        | 30984    | weitere Bilder |
| 24238 (1386) | Eichenkamp 14 (Lage) | O   | Gemeindezentrum (Kirchengebäude; Gemeindehaus; Pfarrhaus; Vorgarten)                                                      | St. Jürgen-Kirche | 1938/39                                      | Langmaack, Gerhard                                        | 30984    | BW             |
| 24165        | Erich-Plate-Weg 1 (Lage) | O   | Wohngebäude | | 1938/39                                      | Richter, Paul Alfred                                      |          | BW             |
| 30983        | Essener Straße 2, Tarpen 40 (Lage) | E   | | Fabrikanlage Deutsche Messapparatebau GmbH Essener Straße / Tarpen                                                                                   |                                              |                                                           | 30983    | BW             |
| 24168 (1037) | Essener Straße 2 (Lage) | O   | Fabrikanlage | Deutsche Messapparatebau GmbH („Messap“), ehem. | 1934/35, ab                                  | Richter, Paul Alfred                                      | 30983    | BW             |
| 30986        | Essener Straße 9, 11, 11a, 11b, 11c, 11d, 11e, 11f, 11g, 13, 13a, 13b, 13c, 13d, 13e, 13f, 15, 17, 19, 21, 23, 25, 27, 29, 31, 33, 35, 37, 39, 41, 43, 45, 47, 49, 51, 53, 55, 57, 59, 61, 63, 65, 67, 69, 71, 73, 75 (Lage) | E   | | Schwarzwald-Siedlung |                                              |                                                           | 30986    | weitere Bilder |
| 24239 (1137) | Essener Straße 9, 11 (Lage) | O   | Doppelhaus | | 1935–41                                      | Richter, Paul Alfred                                      | 30986    |                |
| 24240 (1137) | Essener Straße 11a, 11b (Lage) | O   | Doppelhaus | | 1935–41                                      | Richter, Paul Alfred                                      | 30986    | BW             |
| 23315 (1137) | Essener Straße 11c, 11d (Lage) | O   | Doppelhaus | | 1935–41                                      | Richter, Paul Alfred                                      | 30986    | BW             |
| 23316 (1137) | Essener Straße 11e (Lage) | O   | Siedlungsbau, Reihenhaus                                                                                                  | | 1935–41                                      | Richter, Paul Alfred                                      | 30986    | BW             |
| 24251 (1137) | Essener Straße 11f (Lage) | O   | Siedlungsbau, Reihenhaus                                                                                                  | | 1935–41                                      | Richter, Paul Alfred                                      | 30986    | BW             |
| 24252 (1137) | Essener Straße 11g (Lage) | O   | Siedlungsbau, Reihenhaus                                                                                                  | | 1935–41                                      | Richter, Paul Alfred                                      | 30986    | BW             |
| 24257 (1137) | Essener Straße 13 (Lage) | O   | Siedlungsbau, Reihenhaus                                                                                                  | | 1935–41                                      | Richter, Paul Alfred                                      | 30986    |                |
| 24253 (1137) | Essener Straße 13a, 13b (Lage) | O   | Doppelhaus | | 1935–41                                      | Richter, Paul Alfred                                      | 30986    | BW             |
| 24254 (1137) | Essener Straße 13c, 13d (Lage) | O   | Doppelhaus | | 1935–41                                      | Richter, Paul Alfred                                      | 30986    | BW             |
| 24255 (1137) | Essener Straße 13e (Lage) | O   | Siedlungsbau, Reihenhaus                                                                                                  | | 1935–41                                      | Richter, Paul Alfred                                      | 30986    | BW             |
| 24256 (1137) | Essener Straße 13f (Lage) | O   | Siedlungsbau, Reihenhaus                                                                                                  | | 1935–41                                      | Richter, Paul Alfred                                      | 30986    | BW             |
| 24258 (1137) | Essener Straße 15 (Lage) | O   | Siedlungsbau, Reihenhaus                                                                                                  | | 1935–41                                      | Richter, Paul Alfred                                      | 30986    | BW             |
| 24259 (1137) | Essener Straße 17 (Lage) | O   | Siedlungsbau, Reihenhaus                                                                                                  | | 1935–41                                      | Richter, Paul Alfred                                      | 30986    | BW             |
| 24260 (1137) | Essener Straße 19 (Lage) | O   | Siedlungsbau, Reihenhaus                                                                                                  | | 1935–41                                      | Richter, Paul Alfred                                      | 30986    | BW             |
| 24261 (1137) | Essener Straße 21 (Lage) | O   | Siedlungsbau, Reihenhaus                                                                                                  | | 1935–41                                      | Richter, Paul Alfred                                      | 30986    | BW             |
| 24262 (1137) | Essener Straße 23 (Lage) | O   | Siedlungsbau, Reihenhaus                                                                                                  | | 1935–41                                      | Richter, Paul Alfred                                      | 30986    | BW             |
| 24263 (1137) | Essener Straße 25 (Lage) | O   | Siedlungsbau, Reihenhaus                                                                                                  | | 1935–41                                      | Richter, Paul Alfred                                      | 30986    | BW             |
| 24264 (1137) | Essener Straße 27 (Lage) | O   | Siedlungsbau, Reihenhaus                                                                                                  | | 1935–41                                      | Richter, Paul Alfred                                      | 30986    |                |
| 24265 (1137) | Essener Straße 29 (Lage) | O   | Siedlungsbau, Reihenhaus                                                                                                  | | 1935–41                                      | Richter, Paul Alfred                                      | 30986    |                |
| 24266 (1137) | Essener Straße 31 (Lage) | O   | Siedlungsbau, Reihenhaus                                                                                                  | | 1935–41                                      | Richter, Paul Alfred                                      | 30986    | BW             |
| 24267 (1137) | Essener Straße 33 (Lage) | O   | Siedlungsbau, Reihenhaus                                                                                                  | | 1935–41                                      | Richter, Paul Alfred                                      | 30986    | BW             |
| 24268 (1137) | Essener Straße 35 (Lage) | O   | Siedlungsbau, Reihenhaus                                                                                                  | | 1935–41                                      | Richter, Paul Alfred                                      | 30986    | BW             |
| 24269 (1137) | Essener Straße 37, 39 (Lage) | O   | Doppelhaus | | 1935–41                                      | Richter, Paul Alfred                                      | 30986    |                |
| 24270 (1137) | Essener Straße 39 (Lage) | O   | Doppelhaus | | 1935–41                                      | Richter, Paul Alfred                                      | 30986    | BW             |
| 24271 (1137) | Essener Straße 41, 43 (Lage) | O   | Doppelhaus | | 1935–41                                      | Richter, Paul Alfred                                      | 30986    | BW             |
| 24272 (1137) | Essener Straße 45 (Lage) | O   | Siedlungsbau, Reihenhaus                                                                                                  | | 1935–41                                      | Richter, Paul Alfred                                      | 30986    | BW             |
| 24273 (1137) | Essener Straße 47 (Lage) | O   | Siedlungsbau, Reihenhaus                                                                                                  | | 1935–41                                      | Richter, Paul Alfred                                      | 30986    | BW             |
| 24274 (1137) | Essener Straße 49 (Lage) | O   | Siedlungsbau, Reihenhaus                                                                                                  | | 1935–41                                      | Richter, Paul Alfred                                      | 30986    | BW             |
| 24365 (1137) | Essener Straße 51 (Lage) | O   | Siedlungsbau, Reihenhaus                                                                                                  | | 1935–41                                      | Richter, Paul Alfred                                      | 30986    |                |
| 24366 (1137) | Essener Straße 53 (Lage) | O   | Wohngebäude (Einzelhaus)                                                                                                  | | 1935–41                                      | Richter, Paul Alfred                                      | 30986    | BW             |
| 24367 (1137) | Essener Straße 55 (Lage) | O   | Siedlungsbau, Reihenhaus                                                                                                  | | 1935–41                                      | Richter, Paul Alfred                                      | 30986    | BW             |
| 24368 (1137) | Essener Straße 57 (Lage) | O   | Siedlungsbau, Reihenhaus                                                                                                  | | 1935–41                                      | Richter, Paul Alfred                                      | 30986    | BW             |
| 24369 (1137) | Essener Straße 59 (Lage) | O   | Siedlungsbau, Reihenhaus                                                                                                  | | 1935–41                                      | Richter, Paul Alfred                                      | 30986    | BW             |
| 24370 (1137) | Essener Straße 61, 63 (Lage) | O   | Doppelhaus | | 1935–41                                      | Richter, Paul Alfred                                      | 30986    | BW             |
| 24371 (1137) | Essener Straße 65, 67 (Lage) | O   | Doppelhaus | | 1935–41                                      | Richter, Paul Alfred                                      | 30986    |                |
| 24372 (1137) | Essener Straße 69, 71 (Lage) | O   | Doppelhaus | | 1935–41                                      | Richter, Paul Alfred                                      | 30986    |                |
| 24373 (1137) | Essener Straße 73, 75 (Lage) | O   | Doppelhaus | | 1935–41                                      | Richter, Paul Alfred                                      | 30986    |                |
| 24170        | Essener Straße 94 (Lage) | O   | Büro- und Gewerbegebäude                                                                                                  | | 1950er Jahre                                 |                                                           |          | weitere Bilder |
| 30977        | Fassbinderweg o.Nr., Feilenhauerweg o.Nr., Henny-Schütz-Allee o.Nr., Jütlandring o.Nr., Langenhorner Chaussee 560, Ochsenstieg o.Nr. (Lage) | E   | | AK Ochsenzoll Langenhorner Chaussee 560 |                                              |                                                           | 30977    | BW             |
| 24158 (1791) | Fassbinderweg o.Nr., Feilenhauerweg o.Nr., Henny-Schütz-Allee o.Nr., Jütlandring o.Nr., Langenhorner Chaussee 560, Ochsenstieg o.Nr. (Lage) | O   | Krankenhausanlage (Gebäude; Wasserturm, Pavillons; Krankenhausgelände (parkähnliche Anlage mit Wegenetz und Pflanzungen)) | AK Ochsenzoll | 1892 (Krankenhausgründung); 1892 ff.         |                                                           | 30977    | weitere Bilder |
| 29629        | Foorthkamp 42 (Lage) | O   | Schulanlage (Hilfsschule)                                                                                                 | Foorthkamp 42, Schulanlage mit diversen Gebäuden und weiteren baulichen Anlagen                                                                      | 1962                                         | Hochbauamt (Rechtern-Landsmann)                           |          | weitere Bilder |
| 28794        | Fritz-Schumacher-Allee 1, 3 (Lage) | O   | Doppelhaus | | 1921                                         | Schumacher, Fritz                                         | 30982    |                |
| 28795        | Fritz-Schumacher-Allee 3a (Lage) | O   | Wohnhaus | | 1930, um                                     | nicht ermittelt                                           | 30982    |                |
| 28796        | Fritz-Schumacher-Allee 5 (Lage) | O   | Reihenhaus | | 1921                                         | Schumacher, Fritz                                         | 30982    | BW             |
| 28797        | Fritz-Schumacher-Allee 7 (Lage) | O   | Reihenhaus | | 1921                                         | Schumacher, Fritz                                         | 30982    | BW             |
| 28798        | Fritz-Schumacher-Allee 9 (Lage) | O   | Reihenhaus | | 1921                                         | Schumacher, Fritz                                         | 30982    | BW             |
| 28799        | Fritz-Schumacher-Allee 11 (Lage) | O   | Reihenhaus | | 1921                                         | Schumacher, Fritz                                         | 30982    | BW             |
| 28800        | Fritz-Schumacher-Allee 13 (Lage) | O   | Reihenhaus | | 1921                                         | Schumacher, Fritz                                         | 30982    | BW             |
| 28801        | Fritz-Schumacher-Allee 15 (Lage) | O   | Reihenhaus | | 1921                                         | Schumacher, Fritz                                         | 30982    | BW             |
| 28802        | Fritz-Schumacher-Allee 17 (Lage) | O   | Reihenhaus | | 1921                                         | Schumacher, Fritz                                         | 30982    | BW             |
| 28803        | Fritz-Schumacher-Allee 19 (Lage) | O   | Reihenhaus | | 1921                                         | Schumacher, Fritz                                         | 30982    | BW             |
| 28804        | Fritz-Schumacher-Allee 21 (Lage) | O   | Reihenhaus | | 1921                                         | Schumacher, Fritz                                         | 30982    | BW             |
| 28805        | Fritz-Schumacher-Allee 23, 23a (Lage) | O   | Doppelhaus | | 1921                                         | Schumacher, Fritz                                         | 30982    |                |
| 28806        | Fritz-Schumacher-Allee 25 (Lage) | O   | Reihenhaus | | 1921                                         | Schumacher, Fritz                                         | 30982    | BW             |
| 28807        | Fritz-Schumacher-Allee 27 (Lage) | O   | Reihenhaus | | 1921                                         | Schumacher, Fritz                                         | 30982    | BW             |
| 28808        | Fritz-Schumacher-Allee 29 (Lage) | O   | Reihenhaus | | 1921                                         | Schumacher, Fritz                                         | 30982    | BW             |
| 28809        | Fritz-Schumacher-Allee 31 (Lage) | O   | Reihenhaus | | 1921                                         | Schumacher, Fritz                                         | 30982    | BW             |
| 28810        | Fritz-Schumacher-Allee 33 (Lage) | O   | Reihenhaus | | 1921                                         | Schumacher, Fritz                                         | 30982    | BW             |
| 28811        | Fritz-Schumacher-Allee 35 (Lage) | O   | Reihenhaus | | 1921                                         | Schumacher, Fritz                                         | 30982    | BW             |
| 28812        | Fritz-Schumacher-Allee 37 (Lage) | O   | Reihenhaus | | 1921                                         | Schumacher, Fritz                                         | 30982    | BW             |
| 28813        | Fritz-Schumacher-Allee 39 (Lage) | O   | Reihenhaus | | 1921                                         | Schumacher, Fritz                                         | 30982    | BW             |
| 28814        | Fritz-Schumacher-Allee 41, 43 (Lage) | O   | Doppelhaus | | 1921                                         | Schumacher, Fritz                                         | 30982    |                |
| 28954        | Fritz-Schumacher-Allee 45, 47 (Lage) | O   | Doppelhaus | | 1921                                         | Blohm                                                     | 30982    | BW             |
| 28955        | Fritz-Schumacher-Allee 49 (Lage) | O   | Reihenhaus | | 1920                                         | Schumacher, Fritz                                         | 30982    | BW             |
| 28956        | Fritz-Schumacher-Allee 51 (Lage) | O   | Reihenhaus | | 1920                                         | Schumacher, Fritz                                         | 30982    | BW             |
| 28957        | Fritz-Schumacher-Allee 53 (Lage) | O   | Reihenhaus | | 1920                                         | Schumacher, Fritz                                         | 30982    | BW             |
| 28958        | Fritz-Schumacher-Allee 55 (Lage) | O   | Reihenhaus | | 1920                                         | Schumacher, Fritz                                         | 30982    | BW             |
| 28959        | Fritz-Schumacher-Allee 57 (Lage) | O   | Reihenhaus | | 1920                                         | Schumacher, Fritz                                         | 30982    | BW             |
| 28960        | Fritz-Schumacher-Allee 59 (Lage) | O   | Reihenhaus | | 1920                                         | Schumacher, Fritz                                         | 30982    | BW             |
| 28993        | Fritz-Schumacher-Allee 59, 61 (Lage) | O   | Knick | | 1921, um                                     |                                                           | 30982    | BW             |
| 28961        | Fritz-Schumacher-Allee 61 (Lage) | O   | Reihenhaus | | 1921                                         | Schumacher, Fritz                                         | 30982    | BW             |
| 28962        | Fritz-Schumacher-Allee 63 (Lage) | O   | Reihenhaus | | 1921                                         | Schumacher, Fritz                                         | 30982    | BW             |
| 28963        | Fritz-Schumacher-Allee 65 (Lage) | O   | Reihenhaus | | 1921                                         | Schumacher, Fritz                                         | 30982    | BW             |
| 28964        | Fritz-Schumacher-Allee 67 (Lage) | O   | Reihenhaus | | 1921                                         | Schumacher, Fritz                                         | 30982    | BW             |
| 28965        | Fritz-Schumacher-Allee 69 (Lage) | O   | Reihenhaus | | 1921                                         | Schumacher, Fritz                                         | 30982    | BW             |
| 28966        | Fritz-Schumacher-Allee 71 (Lage) | O   | Reihenhaus | | 1921                                         | Schumacher, Fritz                                         | 30982    | BW             |
| 28967        | Fritz-Schumacher-Allee 73, 75 (Lage) | O   | Doppelhaus | | 1921                                         | Behrens                                                   | 30982    | BW             |
| 28968        | Fritz-Schumacher-Allee 77, 79 (Lage) | O   | Doppelhaus | | 1921                                         | Behrens                                                   | 30982    | BW             |
| 28969        | Fritz-Schumacher-Allee 81 (Lage) | O   | Reihenhaus | | 1921                                         | Schumacher, Fritz                                         | 30982    | BW             |
| 28970        | Fritz-Schumacher-Allee 83 (Lage) | O   | Reihenhaus | | 1921                                         | Schumacher, Fritz                                         | 30982    | BW             |
| 28971        | Fritz-Schumacher-Allee 85 (Lage) | O   | Reihenhaus | | 1921                                         | Schumacher, Fritz                                         | 30982    | BW             |
| 28972        | Fritz-Schumacher-Allee 87 (Lage) | O   | Reihenhaus | | 1921                                         | Schumacher, Fritz                                         | 30982    | BW             |
| 28973        | Fritz-Schumacher-Allee 89 (Lage) | O   | Reihenhaus | | 1921                                         | Schumacher, Fritz                                         | 30982    | BW             |
| 28974        | Fritz-Schumacher-Allee 91 (Lage) | O   | Reihenhaus | | 1921                                         | Schumacher, Fritz                                         | 30982    | BW             |
| 28975        | Fritz-Schumacher-Allee 93 (Lage) | O   | Reihenhaus | | 1921                                         | Schumacher, Fritz                                         | 30982    | BW             |
| 28976        | Fritz-Schumacher-Allee 95 (Lage) | O   | Reihenhaus | | 1921                                         | Schumacher, Fritz                                         | 30982    | BW             |
| 28977        | Fritz-Schumacher-Allee 97 (Lage) | O   | Reihenhaus | | 1921                                         | Schumacher, Fritz                                         | 30982    | BW             |
| 28978        | Fritz-Schumacher-Allee 99 (Lage) | O   | Reihenhaus | | 1921                                         | Schumacher, Fritz                                         | 30982    | BW             |
| 28979        | Fritz-Schumacher-Allee 101 (Lage) | O   | Reihenhaus | | 1921                                         | Schumacher, Fritz                                         | 30982    | BW             |
| 28980        | Fritz-Schumacher-Allee 103 (Lage) | O   | Reihenhaus | | 1921                                         | Schumacher, Fritz                                         | 30982    | BW             |
| 28981        | Fritz-Schumacher-Allee 105 (Lage) | O   | Reihenhaus | | 1921                                         | Schumacher, Fritz                                         | 30982    | BW             |
| 28982        | Fritz-Schumacher-Allee 107 (Lage) | O   | Reihenhaus | | 1921                                         | Schumacher, Fritz                                         | 30982    | BW             |
| 28983        | Fritz-Schumacher-Allee 109 (Lage) | O   | Reihenhaus | | 1921                                         | Schumacher, Fritz                                         | 30982    | BW             |
| 28984        | Fritz-Schumacher-Allee 111, 113 (Lage) | O   | Doppelhaus | | 1921                                         | nicht ermittelt                                           | 30982    | BW             |
| 28991        | Fritz-Schumacher-Allee o.Nr. (Lage) | O   | Grünstreifen | | 1921, um                                     | Schumacher, Fritz                                         | 30982    | BW             |
| 29011        | Harnacksweg 1 (Lage) | O   | Gebäude | | 1920er Jahre                                 | nicht ermittelt                                           | 30982    | BW             |
| 23107        | Harnacksweg 1a, 3 (Lage) | O   | Doppelhaus | | 1921                                         | Behrens                                                   | 30982    | BW             |
| 28986        | Harnacksweg 2 (Lage) | O   | Doppelhaus | | 1921                                         | Behrens                                                   | 30982    | BW             |
| 23115        | Harnacksweg 2a, 4 (Lage) | O   | Doppelhaus | | 1921                                         | Behrens                                                   | 30982    | BW             |
| 23108        | Harnacksweg 5, 7 (Lage) | O   | Doppelhaus | | 1921                                         | Behrens                                                   | 30982    | BW             |
| 23116        | Harnacksweg 6, 8 (Lage) | O   | Doppelhaus | | 1921                                         | Behrens                                                   | 30982    | BW             |
| 23109        | Harnacksweg 9, 11 (Lage) | O   | Doppelhaus | | 1921                                         | Behrens                                                   | 30982    | BW             |
| 23117        | Harnacksweg 10, 12 (Lage) | O   | Doppelhaus | | 1921                                         | Behrens                                                   | 30982    | BW             |
| 23110        | Harnacksweg 13, 15 (Lage) | O   | Doppelhaus | | 1921                                         | Behrens                                                   | 30982    | BW             |
| 23118        | Harnacksweg 14, 16 (Lage) | O   | Doppelhaus | | 1921                                         | Behrens                                                   | 30982    | BW             |
| 23111        | Harnacksweg 17, 19 (Lage) | O   | Doppelhaus | | 1921                                         | Behrens                                                   | 30982    | BW             |
| 26992        | Harnacksweg 18, 20 (Lage) | O   | Doppelhaus | | 1921                                         | Behrens                                                   | 30982    | BW             |
| 23112        | Harnacksweg 21, 23 (Lage) | O   | Doppelhaus | | 1921                                         | Behrens                                                   | 30982    | BW             |
| 26993        | Harnacksweg 22, 24 (Lage) | O   | Doppelhaus | | 1921                                         | Behrens                                                   | 30982    | BW             |
| 23113        | Harnacksweg 25, 27 (Lage) | O   | Doppelhaus | | 1921                                         | Behrens                                                   | 30982    | BW             |
| 26994        | Harnacksweg 26, 28 (Lage) | O   | Doppelhaus | | 1921                                         | Behrens                                                   | 30982    | BW             |
| 23114        | Harnacksweg 29, 31 (Lage) | O   | Doppelhaus | | 1921                                         | Behrens                                                   | 30982    | BW             |
| 26995        | Harnacksweg 30, 32 (Lage) | O   | Doppelhaus | | 1921                                         | Behrens                                                   | 30982    | BW             |
| 24433        | Harnacksweg o.Nr. (Lage) | O   | Grenzstein | | 1791                                         |                                                           |          |                |
| 28888        | Hartmannsau 4, 6 (Lage) | O   | Doppelhaus | | 1921                                         | Schumacher, Fritz                                         | 30982    | BW             |
| 28889        | Hartmannsau 8, 10 (Lage) | O   | Doppelhaus | | 1921                                         | Schumacher, Fritz                                         | 30982    | BW             |
| 28890        | Hartmannsau 12, 14 (Lage) | O   | Doppelhaus | | 1921                                         | Schumacher, Fritz                                         | 30982    | BW             |
| 28879        | Herzmoortwiete 9, 11 (Lage) | O   | Doppelhaus | | 1921                                         | Schumacher, Fritz                                         | 30982    | BW             |
| 28877        | Herzmoortwiete 10, 12 (Lage) | O   | Doppelhaus | | 1921                                         | Schumacher, Fritz                                         | 30982    | BW             |
| 28880        | Herzmoortwiete 13, 15 (Lage) | O   | Doppelhaus | | 1921                                         | Schumacher, Fritz                                         | 30982    | BW             |
| 28878        | Herzmoortwiete 14, 16 (Lage) | O   | Doppelhaus | | 1921                                         | Schumacher, Fritz                                         | 30982    | BW             |
| 28935        | Hogenlietgrund 2 (Lage) | O   | Mehrfamilienhaus | | 1990, um                                     | nicht ermittelt                                           | 30982    | BW             |
| 28932        | Hogenlietgrund 4a, 4b, 4c (Lage) | O   | Mehrfamilienhaus | | 1990, um                                     | nicht ermittelt                                           | 30982    | BW             |
| 28933        | Hogenlietgrund 6 (Lage) | O   | Mehrfamilienhaus | | 1990, um                                     | nicht ermittelt                                           | 30982    | BW             |
| 28885        | Hohe Liedt 40, 42 (Lage) | O   | Doppelhaus | | 1921                                         | Hochbauwesen/Schumacher, Fritz                            | 30982    | BW             |
| 28886        | Hohe Liedt 44, 46 (Lage) | O   | Doppelhaus | | 1921                                         | Hochbauwesen/Schumacher, Fritz                            | 30982    | BW             |
| 28887        | Hohe Liedt 48, 50 (Lage) | O   | Doppelhaus | | 1921                                         | Hochbauwesen/Schumacher, Fritz                            | 30982    | BW             |
| 28881        | Hohe Liedt 52, 54 (Lage) | O   | Doppelhaus | | 1921                                         | Hochbauwesen/Schumacher, Fritz                            | 30982    | BW             |
| 28882        | Hohe Liedt 56, 58 (Lage) | O   | Doppelhaus | | 1921                                         | Hochbauwesen/Schumacher, Fritz                            | 30982    | BW             |
| 28883        | Hohe Liedt 60, 62 (Lage) | O   | Doppelhaus | | 1921                                         | Hochbauwesen/Schumacher, Fritz                            | 30982    | BW             |
| 28884        | Hohe Liedt 64, 66 (Lage) | O   | Doppelhaus | | 1921                                         | Hochbauwesen/Schumacher, Fritz                            | 30982    | BW             |
| 30978        | Hohe Liedt 67, 67a (Lage) | E   | | Hohe Liedt 67,67a |                                              |                                                           | 30978    | BW             |
| 24159        | Hohe Liedt 67 (Lage) | O   | Kinderheim | | 1961/64                                      | Hochbauamt (Pahlke)                                       | 30978    | BW             |
| 24375        | Hohe Liedt 67a (Lage) | O   | Kinderheim | | 1961/64                                      | Hochbauamt (Pahlke)                                       | 30978    | BW             |
| 24399        | Hohe Liedt o.Nr. (Lage) | O   | Bahnbrücke (U-Bahn) | Brücke der U-Bahn-Linie U1 über Hohe Liedt und Neubergerweg                                                                                          | 1920, um                                     |                                                           |          |                |
| 24163        | Höpen 11 (Lage) | O   | Wohnstift (Altenwohnanlage)                                                                                               | Daniel-Schutte-Stiftung | 1928                                         | Distel & Grubitz (Distel, Hermann/Grubitz, August)        |          | weitere Bilder |
| 28815        | Immenhöven 5 (Lage) | O   | Wohnhaus | | 1924–1925                                    | Hochbauwesen/Schumacher, Fritz                            | 30982    |                |
| 28854        | Immenhöven 6, 8 (Lage) | O   | Doppelhaus | | 1924–1925                                    | Hochbauwesen/Schumacher, Fritz                            | 30982    |                |
| 28816        | Immenhöven 7 (Lage) | O   | Wohnhaus | | 1924–1925                                    | Hochbauwesen/Schumacher, Fritz                            | 30982    |                |
| 28855        | Immenhöven 10, 12 (Lage) | O   | Doppelhaus | | 1924–1925                                    | Hochbauwesen/Schumacher, Fritz                            | 30982    |                |
| 28817        | Immenhöven 11 (Lage) | O   | Wohnhaus | | 1924–1925                                    | Hochbauwesen/Schumacher, Fritz                            | 30982    |                |
| 28818        | Immenhöven 13 (Lage) | O   | Wohnhaus | | 1924–1925                                    | Hochbauwesen/Schumacher, Fritz                            | 30982    |                |
| 28856        | Immenhöven 14, 16 (Lage) | O   | Doppelhaus | | 1924–1925                                    | Hochbauwesen/Schumacher, Fritz                            | 30982    |                |
| 28819        | Immenhöven 15 (Lage) | O   | Wohnhaus | | 1924–1925                                    | Hochbauwesen/Schumacher, Fritz                            | 30982    |                |
| 28820        | Immenhöven 17 (Lage) | O   | Wohnhaus | | 1924–1925                                    | Hochbauwesen/Schumacher, Fritz                            | 30982    |                |
| 28857        | Immenhöven 18, 20 (Lage) | O   | Doppelhaus | | 1924–1925                                    | Hochbauwesen/Schumacher, Fritz                            | 30982    |                |
| 28821        | Immenhöven 19 (Lage) | O   | Wohnhaus | | 1921                                         | Schumacher, Fritz                                         | 30982    |                |
| 28822        | Immenhöven 21 (Lage) | O   | Wohnhaus | | 1921                                         | Schumacher, Fritz                                         | 30982    |                |
| 28823        | Immenhöven 21a (Lage) | O   | Lagergebäude | | 1922                                         | Eickmann & Schröder (Eickmann, Carl/Schröder, Hermann C.) | 30982    |                |
| 28858        | Immenhöven 22, 24 (Lage) | O   | Doppelhaus | | 1924–1925                                    |                                                           | 30982    |                |
| 28824        | Immenhöven 23 (Lage) | O   | Wohn- und Geschäftsgebäude                                                                                                | | 1922                                         | Eickmann & Schröder (Eickmann, Carl/Schröder, Hermann C.) | 30982    |                |
| 28827        | Immenhöven 25, 27 (Lage) | O   | Doppelhaus | | 1921                                         | Blohm                                                     | 30982    | weitere Bilder |
| 28859        | Immenhöven 26, 28 (Lage) | O   | Doppelhaus | | 1921                                         | Schumacher, Fritz                                         | 30982    |                |
| 28828        | Immenhöven 29, 31 (Lage) | O   | Doppelhaus | | 1921                                         | Blohm                                                     | 30982    |                |
| 28860        | Immenhöven 30, 32 (Lage) | O   | Doppelhaus | | 1921                                         | Schumacher, Fritz                                         | 30982    | BW             |
| 28829        | Immenhöven 33, 35 (Lage) | O   | Doppelhaus | | 1921                                         | Blohm                                                     | 30982    | weitere Bilder |
| 28861        | Immenhöven 34, 36 (Lage) | O   | Doppelhaus | | 1921                                         | Blohm                                                     | 30982    | BW             |
| 28830        | Immenhöven 37, 39, 39a (Lage) | O   | Doppelhaus | | 1921                                         | Blohm                                                     | 30982    |                |
| 28862        | Immenhöven 38, 40 (Lage) | O   | Doppelhaus | | 1921                                         | Blohm                                                     | 30982    | BW             |
| 28835        | Immenhöven 39b (Lage) | O   | Schuppen/Garagen | | 1920er Jahre, Anfang; 1980, um (Erweiterung) |                                                           | 30982    |                |
| 28831        | Immenhöven 41, 43 (Lage) | O   | Doppelhaus | | 1921                                         | Blohm                                                     | 30982    |                |
| 28863        | Immenhöven 42, 44 (Lage) | O   | Doppelhaus | | 1921                                         | Blohm                                                     | 30982    | BW             |
| 28832        | Immenhöven 45, 47 (Lage) | O   | Doppelhaus | | 1921                                         | Blohm                                                     | 30982    |                |
| 28864        | Immenhöven 46, 48 (Lage) | O   | Doppelhaus | | 1921                                         | Blohm                                                     | 30982    | BW             |
| 28833        | Immenhöven 49, 51 (Lage) | O   | Doppelhaus | | 1921                                         | Blohm                                                     | 30982    |                |
| 28834        | Immenhöven 53, 55 (Lage) | O   | Doppelhaus | | 1921                                         | Blohm                                                     | 30982    |                |
| 28990        | Immenhöven o.Nr. (Lage) | O   | Park | | 1921                                         | Schumacher, Fritz                                         | 30982    |                |
| 24430        | Jersbeker Weg o.Nr. (Lage) | O   | Grenzstein | | 1783                                         |                                                           |          |                |
| 30985        | Käkenkamp 2, 4 (Lage) | E   | | Käkenkamp 2-4 |                                              |                                                           | 30985    | weitere Bilder |
| 24396        | Käkenkamp 2 (Lage) | O   | Einfamilienhaus | | 1935                                         | Richter, Paul Alfred                                      | 30985    | weitere Bilder |
| 24237        | Käkenkamp 4 (Lage) | O   | Einfamilienhaus | | 1935                                         | Richter, Paul Alfred                                      | 30985    | weitere Bilder |
| 24167        | Kastanienplatz (Lage) | O   | Platzanlage | | 1920/1921                                    | Schumacher, Fritz                                         | 30982    |                |
| 24401        | Kiwittsmoor 24a (Lage) | O   | Kapelle; Mausoleum | Kapelle und Mausoleum*) der Familie Schröder - *)siehe Diskussions-Seite                                                                             | 1971/72                                      | Kadereit, Hansgünther                                     |          | weitere Bilder |
| 30979        | Kreuzfurth 1, 2, 3, 4, 5, 6, 7, 8, 9, 10, 11, 12, 13, 14, 15, 16, 17, 18, 19, 20, 21 (Lage) | E   | | Kreuzfurth-Siedlung |                                              |                                                           | 30979    | weitere Bilder |
| 24160        | Kreuzfurth 1 (Lage) | O   | Einfamilienwohnhaus, Reihenhaus                                                                                           | | 1957–59                                      | Atmer & Marlow (Atmer, Hans/Marlow, Jürgen)               | 30979    |                |
| 24386        | Kreuzfurth 2 (Lage) | O   | Einfamilienwohnhaus, Reihenhaus                                                                                           | | 1957–59                                      | Atmer & Marlow (Atmer, Hans/Marlow, Jürgen)               | 30979    | BW             |
| 24385        | Kreuzfurth 3 (Lage) | O   | Einfamilienwohnhaus, Reihenhaus                                                                                           | | 1957–59                                      | Atmer & Marlow (Atmer, Hans/Marlow, Jürgen)               | 30979    | BW             |
| 24376        | Kreuzfurth 4 (Lage) | O   | Einfamilienwohnhaus, Reihenhaus                                                                                           | | 1957–59                                      | Atmer & Marlow (Atmer, Hans/Marlow, Jürgen)               | 30979    | BW             |
| 24377        | Kreuzfurth 5 (Lage) | O   | Einfamilienwohnhaus, Reihenhaus                                                                                           | | 1957–59                                      | Atmer & Marlow (Atmer, Hans/Marlow, Jürgen)               | 30979    | BW             |
| 24378        | Kreuzfurth 6 (Lage) | O   | Einfamilienwohnhaus, Reihenhaus                                                                                           | | 1957–59                                      | Atmer & Marlow (Atmer, Hans/Marlow, Jürgen)               | 30979    | BW             |
| 24379        | Kreuzfurth 7 (Lage) | O   | Einfamilienwohnhaus, Reihenhaus                                                                                           | | 1957–59                                      | Atmer & Marlow (Atmer, Hans/Marlow, Jürgen)               | 30979    | BW             |
| 24380        | Kreuzfurth 8 (Lage) | O   | Einfamilienwohnhaus, Reihenhaus                                                                                           | | 1957–59                                      | Atmer & Marlow (Atmer, Hans/Marlow, Jürgen)               | 30979    | BW             |
| 24381        | Kreuzfurth 9 (Lage) | O   | Einfamilienwohnhaus, Reihenhaus                                                                                           | | 1957–59                                      | Atmer & Marlow (Atmer, Hans/Marlow, Jürgen)               | 30979    | BW             |
| 24382        | Kreuzfurth 10 (Lage) | O   | Einfamilienwohnhaus, Reihenhaus                                                                                           | | 1957–59                                      | Atmer & Marlow (Atmer, Hans/Marlow, Jürgen)               | 30979    | BW             |
| 24388        | Kreuzfurth 11 (Lage) | O   | Einfamilienwohnhaus, Reihenhaus                                                                                           | | 1957–59                                      | Atmer & Marlow (Atmer, Hans/Marlow, Jürgen)               | 30979    | BW             |
| 24384        | Kreuzfurth 12 (Lage) | O   | Einfamilienwohnhaus, Reihenhaus                                                                                           | | 1957–59                                      | Atmer & Marlow (Atmer, Hans/Marlow, Jürgen)               | 30979    | BW             |
| 24395        | Kreuzfurth 13 (Lage) | O   | Einfamilienwohnhaus, Reihenhaus                                                                                           | | 1957–59                                      | Atmer & Marlow (Atmer, Hans/Marlow, Jürgen)               | 30979    | BW             |
| 24387        | Kreuzfurth 14 (Lage) | O   | Einfamilienwohnhaus, Reihenhaus                                                                                           | | 1957–59                                      | Atmer & Marlow (Atmer, Hans/Marlow, Jürgen)               | 30979    | BW             |
| 24389        | Kreuzfurth 15 (Lage) | O   | Einfamilienwohnhaus, Reihenhaus                                                                                           | | 1957–59                                      | Atmer & Marlow (Atmer, Hans/Marlow, Jürgen)               | 30979    | BW             |
| 24390        | Kreuzfurth 16 (Lage) | O   | Einfamilienwohnhaus, Reihenhaus                                                                                           | | 1957–59                                      | Atmer & Marlow (Atmer, Hans/Marlow, Jürgen)               | 30979    | BW             |
| 24391        | Kreuzfurth 17 (Lage) | O   | Einfamilienwohnhaus, Reihenhaus                                                                                           | | 1957–59                                      | Atmer & Marlow (Atmer, Hans/Marlow, Jürgen)               | 30979    | BW             |
| 24392        | Kreuzfurth 18 (Lage) | O   | Einfamilienwohnhaus, Reihenhaus                                                                                           | | 1957–59                                      | Atmer & Marlow (Atmer, Hans/Marlow, Jürgen)               | 30979    | BW             |
| 24393        | Kreuzfurth 19 (Lage) | O   | Einfamilienwohnhaus, Reihenhaus                                                                                           | | 1957–59                                      | Atmer & Marlow (Atmer, Hans/Marlow, Jürgen)               | 30979    | BW             |
| 24394        | Kreuzfurth 20 (Lage) | O   | Einfamilienwohnhaus, Reihenhaus                                                                                           | | 1957–59                                      | Atmer & Marlow (Atmer, Hans/Marlow, Jürgen)               | 30979    | BW             |
| 24383        | Kreuzfurth 21 (Lage) | O   | Einfamilienwohnhaus, Reihenhaus                                                                                           | | 1957–59                                      | Atmer & Marlow (Atmer, Hans/Marlow, Jürgen)               | 30979    | BW             |
| 24169 (1135) | Langenhorner Chaussee 115 (Lage) | O   | Stadthaus | | 1900, um                                     | Höger, Fritz                                              |          | weitere Bilder |
| 24162        | Langenhorner Chaussee 160 (Lage) | O   | Wohnwirtschaftsgebäude | Am 5. Januar 2017 abgebrannt. Die Trümmer wurden 2019 beseitigt. Da ist nichts mehr, was man wieder aufbauen könnte.                                 | 1913 (z. T. älter)                           |                                                           |          | BW             |
| 30987        | Langenhorner Chaussee 266 (Lage) | E   | | St. Ansgarkirche Langenhorn |                                              |                                                           | 30987    | weitere Bilder |
| 24397 (1585) | Langenhorner Chaussee 266 (Lage) | O   | Kirchengebäude; Kirchenausstattung                                                                                        | St. Ansgarkirche | 1929/30                                      | Geißler & Wilkening (Geißler, Hermann/Wilkening, Otto)    | 30987    |                |
| 24451 (1585) | Langenhorner Chaussee 266 (Lage) | O   | Orgel | | 1931                                         | Jahnn, Hans Henny                                         | 30987    | weitere Bilder |
| 29630        | Langenhorner Chaussee 321, 321a (Lage) | O   | Mütterheim (mit Beratungsstelle und Kinderkrippe)                                                                         | Langenhorner Chaussee 321/321a, Gebäude mit mehreren Flügeln                                                                                         | 1962/64                                      | Hochbauamt                                                |          | weitere Bilder |
| 24236        | Langenhorner Chaussee 652 (Lage) | O   | Tankstelle | Ab Frühjahr 2016 Brandruine. In der ersten Hälfte des Jahres 2018 wurde der Denkmalschutz aufgehoben und die Tankstelle Im Frühjahr 2020 abgerissen. | 1955                                         | Bleyer, Bruno                                             |          | weitere Bilder |
| 28891        | Laukamp 1 (Lage) | O   | Reihenhaus | | 1920                                         | Schumacher, Fritz                                         | 30982    | BW             |
| 28892        | Laukamp 2 (Lage) | O   | Reihenhaus | | 1920                                         | Schumacher, Fritz                                         | 30982    | BW             |
| 28893        | Laukamp 3 (Lage) | O   | Reihenhaus | | 1920                                         | Schumacher, Fritz                                         | 30982    | BW             |
| 28894        | Laukamp 4 (Lage) | O   | Reihenhaus | | 1920                                         | Schumacher, Fritz                                         | 30982    | BW             |
| 28895        | Laukamp 5 (Lage) | O   | Reihenhaus | | 1920                                         | Schumacher, Fritz                                         | 30982    | BW             |
| 28896        | Laukamp 6 (Lage) | O   | Reihenhaus | | 1920                                         | Schumacher, Fritz                                         | 30982    | BW             |
| 28897        | Laukamp 7 (Lage) | O   | Reihenhaus | | 1920                                         | Schumacher, Fritz                                         | 30982    | BW             |
| 28898        | Laukamp 8 (Lage) | O   | Reihenhaus | | 1920                                         | Schumacher, Fritz                                         | 30982    | BW             |
| 28899        | Laukamp 9 (Lage) | O   | Reihenhaus | | 1920                                         | Schumacher, Fritz                                         | 30982    | BW             |
| 28900        | Laukamp 10 (Lage) | O   | Reihenhaus | | 1920                                         | Schumacher, Fritz                                         | 30982    | BW             |
| 28901        | Laukamp 11 (Lage) | O   | Reihenhaus | | 1920                                         | Schumacher, Fritz                                         | 30982    | BW             |
| 28902        | Laukamp 12 (Lage) | O   | Reihenhaus | | 1920                                         | Schumacher, Fritz                                         | 30982    | BW             |
| 28903        | Laukamp 17 (Lage) | O   | Reihenhaus | | 1921                                         | Schumacher, Fritz                                         | 30982    | BW             |
| 28904        | Laukamp 18 (Lage) | O   | Reihenhaus | | 1921                                         | Schumacher, Fritz                                         | 30982    | BW             |
| 28905        | Laukamp 19 (Lage) | O   | Reihenhaus | | 1921                                         | Schumacher, Fritz                                         | 30982    | BW             |
| 28906        | Laukamp 20 (Lage) | O   | Reihenhaus | | 1921                                         | Schumacher, Fritz                                         | 30982    | BW             |
| 28907        | Laukamp 21 (Lage) | O   | Reihenhaus | | 1921                                         | Schumacher, Fritz                                         | 30982    | BW             |
| 28908        | Laukamp 22 (Lage) | O   | Reihenhaus | | 1921                                         | Schumacher, Fritz                                         | 30982    | BW             |
| 28909        | Laukamp 23 (Lage) | O   | Reihenhaus | | 1921                                         | Schumacher, Fritz                                         | 30982    | BW             |
| 24439        | Moorreye 100 (Lage) | O   | Grenzstein | | 1807                                         |                                                           |          |                |
| 24404        | Neubergerweg o.Nr. (Lage) | O   | Bahnbrücke (U-Bahn) | Brücke der U-Bahn-Linie U1 über Hohe Liedt und Neubergerweg                                                                                          | 1920, um                                     |                                                           |          |                |
| 24438        | Raakmoorgrund o.Nr. (Lage) | O   | Grenzstein | | 1783                                         |                                                           |          |                |
| 24428        | Schmuggelstieg o.Nr. (Lage) | O   | Grenzstein | | 1802                                         |                                                           |          |                |
| 24161 (1627) | Stockflethweg 82 (Lage) | O   | Wohngebäude | | 19. Jh.                                      |                                                           |          |                |
| 24173 (1386) | Stockflethweg 130 (Lage) | O   | Gemeindezentrum (Kirchengebäude; Gemeindehaus; Pfarrhaus; Vorgarten)                                                      | St. Jürgen-Kirche | 1938/39                                      | Langmaack, Gerhard                                        | 30984    | BW             |
| 24427        | Suckweg 82 (Lage) | O   | Grenzstein | | 1820                                         |                                                           |          |                |
| 24171 (1638) | Tangstedter Landstraße 26 (Lage) | O   | Wohngebäude | | 1929                                         | Eplinius, Walter                                          |          | weitere Bilder |
| 28746        | Tangstedter Landstraße 147, 149 (Lage) | O   | Doppelhaus | | 1921                                         | Steineke, Friedrich                                       | 30982    |                |
| 28747        | Tangstedter Landstraße 148, 150 (Lage) | O   | Doppelhaus | | 1921                                         | nicht ermittelt                                           | 30982    |                |
| 28748        | Tangstedter Landstraße 151 (Lage) | O   | Reihenhaus | | 1921                                         | Schumacher, Fritz                                         | 30982    |                |
| 28755        | Tangstedter Landstraße 152 (Lage) | O   | Kindergarten | | 1980er Jahre                                 |                                                           | 30982    |                |
| 28749        | Tangstedter Landstraße 153 (Lage) | O   | Reihenhaus | | 1921                                         | Schumacher, Fritz                                         | 30982    |                |
| 28750        | Tangstedter Landstraße 155 (Lage) | O   | Reihenhaus | | 1921                                         | Schumacher, Fritz                                         | 30982    |                |
| 28751        | Tangstedter Landstraße 157 (Lage) | O   | Reihenhaus | | 1921                                         | Schumacher, Fritz                                         | 30982    | BW             |
| 28756        | Tangstedter Landstraße 158 (Lage) | O   | Reihenhaus | | 1921                                         | Schumacher, Fritz                                         | 30982    | BW             |
| 28752        | Tangstedter Landstraße 159 (Lage) | O   | Reihenhaus | | 1921                                         | Schumacher, Fritz                                         | 30982    | BW             |
| 28757        | Tangstedter Landstraße 160 (Lage) | O   | Reihenhaus | | 1921                                         | Schumacher, Fritz                                         | 30982    | BW             |
| 28753        | Tangstedter Landstraße 161 (Lage) | O   | Reihenhaus | | 1921                                         | Schumacher, Fritz                                         | 30982    | BW             |
| 28758        | Tangstedter Landstraße 162 (Lage) | O   | Reihenhaus | | 1921                                         | Schumacher, Fritz                                         | 30982    | BW             |
| 28754        | Tangstedter Landstraße 163 (Lage) | O   | Reihenhaus | | 1921                                         | Schumacher, Fritz                                         | 30982    | BW             |
| 28759        | Tangstedter Landstraße 164 (Lage) | O   | Reihenhaus | | 1921                                         | Schumacher, Fritz                                         | 30982    | BW             |
| 28761        | Tangstedter Landstraße 165, 167 (Lage) | O   | Doppelhaus | | 1919–1921                                    | Hochbauwesen/Schumacher, Fritz (Fischer)                  | 30982    |                |
| 28760        | Tangstedter Landstraße 166 (Lage) | O   | Reihenhaus | | 1921                                         | Schumacher, Fritz                                         | 30982    | BW             |
| 28763        | Tangstedter Landstraße 168, 170 (Lage) | O   | Doppelhaus | | 1924–1925                                    | nicht ermittelt                                           | 30982    |                |
| 28762        | Tangstedter Landstraße 169, 169a (Lage) | O   | Doppelhaus | | 1924–1925                                    | nicht ermittelt                                           | 30982    |                |
| 28764        | Tangstedter Landstraße 171 (Lage) | O   | Reihenhaus | | 1921                                         | Schumacher, Fritz                                         | 30982    |                |
| 28988        | Tangstedter Landstraße 171, 181 (Lage) | O   | Grüngestaltung | | 1921                                         | Schumacher, Fritz                                         | 30982    |                |
| 28770        | Tangstedter Landstraße 172 (Lage) | O   | Reihenhaus | | 1921                                         | Schumacher, Fritz                                         | 30982    |                |
| 28989        | Tangstedter Landstraße 172, 182 (Lage) | O   | Grüngestaltung | | 1921                                         | Schumacher, Fritz                                         | 30982    |                |
| 28765        | Tangstedter Landstraße 173 (Lage) | O   | Reihenhaus | | 1921                                         | Schumacher, Fritz                                         | 30982    |                |
| 28771        | Tangstedter Landstraße 174 (Lage) | O   | Reihenhaus | | 1921                                         | Schumacher, Fritz                                         | 30982    |                |
| 28766        | Tangstedter Landstraße 175 (Lage) | O   | Reihenhaus | | 1921                                         | Schumacher, Fritz                                         | 30982    |                |
| 28767        | Tangstedter Landstraße 177 (Lage) | O   | Reihenhaus | | 1921                                         | Schumacher, Fritz                                         | 30982    |                |
| 28772        | Tangstedter Landstraße 178 (Lage) | O   | Reihenhaus | | 1921                                         | Schumacher, Fritz                                         | 30982    |                |
| 28768        | Tangstedter Landstraße 179 (Lage) | O   | Reihenhaus | | 1921                                         | Schumacher, Fritz                                         | 30982    |                |
| 28773        | Tangstedter Landstraße 180 (Lage) | O   | Reihenhaus | | 1921                                         | Schumacher, Fritz                                         | 30982    |                |
| 28769        | Tangstedter Landstraße 181 (Lage) | O   | Reihenhaus | | 1921                                         | Schumacher, Fritz                                         | 30982    |                |
| 28774        | Tangstedter Landstraße 182 (Lage) | O   | Reihenhaus | | 1921                                         | Schumacher, Fritz                                         | 30982    |                |
| 28775        | Tangstedter Landstraße 182a (Lage) | O   | Kino | | 1933/1945                                    |                                                           | 30982    |                |
| 28776        | Tangstedter Landstraße 183 (Lage) | O   | Reihenhaus | | 1920                                         | Schumacher, Fritz                                         | 30982    |                |
| 28785        | Tangstedter Landstraße 184 (Lage) | O   | Reihenhaus | | 1921                                         | Schumacher, Fritz                                         | 30982    | BW             |
| 28777        | Tangstedter Landstraße 185 (Lage) | O   | Reihenhaus | | 1920                                         | Schumacher, Fritz                                         | 30982    | BW             |
| 28786        | Tangstedter Landstraße 186 (Lage) | O   | Reihenhaus | | 1921                                         | Schumacher, Fritz                                         | 30982    | BW             |
| 28778        | Tangstedter Landstraße 187 (Lage) | O   | Reihenhaus | | 1920                                         | Schumacher, Fritz                                         | 30982    | BW             |
| 28787        | Tangstedter Landstraße 188 (Lage) | O   | Reihenhaus | | 1921                                         | Schumacher, Fritz                                         | 30982    | BW             |
| 28779        | Tangstedter Landstraße 189 (Lage) | O   | Reihenhaus | | 1920                                         | Schumacher, Fritz                                         | 30982    | BW             |
| 28788        | Tangstedter Landstraße 190 (Lage) | O   | Reihenhaus | | 1921                                         | Schumacher, Fritz                                         | 30982    | BW             |
| 28780        | Tangstedter Landstraße 191 (Lage) | O   | Reihenhaus | | 1920                                         | Schumacher, Fritz                                         | 30982    | BW             |
| 28789        | Tangstedter Landstraße 192 (Lage) | O   | Reihenhaus | | 1921                                         | Schumacher, Fritz                                         | 30982    | BW             |
| 28781        | Tangstedter Landstraße 193 (Lage) | O   | Reihenhaus | | 1920                                         | Schumacher, Fritz                                         | 30982    | BW             |
| 28790        | Tangstedter Landstraße 194 (Lage) | O   | Reihenhaus | | 1921                                         | Schumacher, Fritz                                         | 30982    | BW             |
| 28782        | Tangstedter Landstraße 195 (Lage) | O   | Reihenhaus | | 1920                                         | Schumacher, Fritz                                         | 30982    | BW             |
| 28791        | Tangstedter Landstraße 196 (Lage) | O   | Reihenhaus | | 1921                                         | Schumacher, Fritz                                         | 30982    | BW             |
| 28783        | Tangstedter Landstraße 197 (Lage) | O   | Reihenhaus | | 1920                                         | Schumacher, Fritz                                         | 30982    | BW             |
| 28792        | Tangstedter Landstraße 198 (Lage) | O   | Reihenhaus | | 1921                                         | Schumacher, Fritz                                         | 30982    | BW             |
| 28784        | Tangstedter Landstraße 199 (Lage) | O   | Reihenhaus | | 1920                                         | Schumacher, Fritz                                         | 30982    | BW             |
| 28793        | Tangstedter Landstraße 200 (Lage) | O   | Reihenhaus | | 1921                                         | Schumacher, Fritz                                         | 30982    | BW             |
| 28825        | Tangstedter Landstraße 201, 203 (Lage) | O   | Doppelhaus | | 1921                                         | Blohm                                                     | 30982    |                |
| 28826        | Tangstedter Landstraße 202, 204 (Lage) | O   | Doppelhaus | | 1921                                         | Schumacher, Fritz                                         | 30982    |                |
| 28994        | Tangstedter Landstraße 205 (Lage) | O   | Lagergebäude | | 1922                                         | Eickmann & Schröder (Eickmann, Carl/Schröder, Hermann C.) | 30982    | weitere Bilder |
| 28942        | Tangstedter Landstraße 206, 208 (Lage) | O   | Doppelhaus | | 1921                                         | Blohm                                                     | 30982    |                |
| 28995        | Tangstedter Landstraße 207 (Lage) | O   | Wohn- und Geschäftsgebäude                                                                                                | | 1922                                         | Eickmann & Schröder (Eickmann, Carl/Schröder, Hermann C.) | 30982    |                |
| 28910        | Tangstedter Landstraße 209, 211 (Lage) | O   | Doppelhaus | | 1921                                         | nicht ermittelt                                           | 30982    |                |
| 28943        | Tangstedter Landstraße 210 (Lage) | O   | Reihenhaus | | 1921                                         | Schumacher, Fritz                                         | 30982    |                |
| 28944        | Tangstedter Landstraße 212 (Lage) | O   | Reihenhaus | | 1921                                         | Schumacher, Fritz                                         | 30982    | BW             |
| 28911        | Tangstedter Landstraße 213 (Lage) | O   | Reihenhaus | | 1920                                         | Schumacher, Fritz                                         | 30982    | BW             |
| 28945        | Tangstedter Landstraße 214 (Lage) | O   | Reihenhaus | | 1921                                         | Schumacher, Fritz                                         | 30982    | BW             |
| 28912        | Tangstedter Landstraße 215 (Lage) | O   | Reihenhaus | | 1920                                         | Schumacher, Fritz                                         | 30982    | BW             |
| 28946        | Tangstedter Landstraße 216 (Lage) | O   | Reihenhaus | | 1921                                         | Schumacher, Fritz                                         | 30982    | BW             |
| 28913        | Tangstedter Landstraße 217 (Lage) | O   | Reihenhaus | | 1920                                         | Schumacher, Fritz                                         | 30982    | BW             |
| 28914        | Tangstedter Landstraße 219 (Lage) | O   | Reihenhaus | | 1920                                         | Schumacher, Fritz                                         | 30982    | BW             |
| 24411        | Tangstedter Landstraße 220 (Lage) | O   | Kirchengebäude (mit Nebenräumen)                                                                                          | Broder-Hinrick-Kirche | 1953/54                                      | Ostermeyer & Suhr (Ostermeyer, Friedrich/Suhr, Paul)      |          | weitere Bilder |
| 28915        | Tangstedter Landstraße 221 (Lage) | O   | Mehrfamilienhaus | | 1960, um                                     | nicht ermittelt                                           | 30982    | BW             |
| 28916        | Tangstedter Landstraße 221a (Lage) | O   | Wohnhaus | | 1960, um                                     | nicht ermittelt                                           | 30982    | BW             |
| 28917        | Tangstedter Landstraße 223, 223a, 223b, 223c, 223d (Lage) | O   | Mehrfamilienhaus | | 1960, um                                     | nicht ermittelt                                           | 30982    | BW             |
| 28918        | Tangstedter Landstraße 223e (Lage) | O   | Mehrfamilienhaus | | 1960, um                                     | nicht ermittelt                                           | 30982    | BW             |
| 28919        | Tangstedter Landstraße 225 (Lage) | O   | Reihenhaus | | 1921                                         | Schumacher, Fritz                                         | 30982    | BW             |
| 28920        | Tangstedter Landstraße 227 (Lage) | O   | Reihenhaus | | 1921                                         | Schumacher, Fritz                                         | 30982    | BW             |
| 28921        | Tangstedter Landstraße 229 (Lage) | O   | Reihenhaus | | 1921                                         | Schumacher, Fritz                                         | 30982    | BW             |
| 29632 (599)  | Tangstedter Landstraße 230 (Lage) | O   | Hofanlage (Wohnwirtschaftsgebäude; Scheune; Hoffläche; Windbäume; Lattenzaun; Auffahrt)                                   | Tangstedter Landstraße 230, Hofanlage mit reetgedecktem Bauernhaus, reetgedeckter Scheune, Hoffläche, Windschutzbäumen, Lattenzaun und Auffahrt      | 1877                                         | Schwen, Johann Peter                                      |          | weitere Bilder |
| 28922        | Tangstedter Landstraße 231 (Lage) | O   | Reihenhaus | | 1921                                         | Schumacher, Fritz                                         | 30982    | BW             |
| 28923        | Tangstedter Landstraße 233, 235 (Lage) | O   | Doppelhaus | | 1921                                         | Schumacher, Fritz                                         | 30982    | BW             |
| 28947        | Tangstedter Landstraße 234a (Lage) | O   | Wohn- und Geschäftshaus                                                                                                   | | 1935, um/1950, um                            | nicht ermittelt                                           | 30982    | BW             |
| 28948        | Tangstedter Landstraße 236 (Lage) | O   | Wohn- und Geschäftshaus                                                                                                   | | 1935, um/1950, um                            | nicht ermittelt                                           | 30982    | BW             |
| 28924        | Tangstedter Landstraße 237, 239 (Lage) | O   | Doppelhaus | | 1921                                         | Schumacher, Fritz                                         | 30982    | BW             |
| 28949        | Tangstedter Landstraße 238 (Lage) | O   | Wohn- und Geschäftshaus                                                                                                   | | 1935, um/1950, um                            | nicht ermittelt                                           | 30982    | BW             |
| 28925        | Tangstedter Landstraße 241 (Lage) | O   | Reihenhaus | | 1921                                         | Schumacher, Fritz                                         | 30982    | BW             |
| 28926        | Tangstedter Landstraße 243 (Lage) | O   | Reihenhaus | | 1921                                         | Schumacher, Fritz                                         | 30982    | BW             |
| 28985        | Tangstedter Landstraße 244 (Lage) | O   | Doppelhaus | | 1935, um                                     | nicht ermittelt                                           | 30982    | BW             |
| 28950        | Tangstedter Landstraße 244a (Lage) | O   | Wohnhaus | | 1935, um/1950, um                            | nicht ermittelt                                           | 30982    | BW             |
| 28927        | Tangstedter Landstraße 245 (Lage) | O   | Reihenhaus | | 1921                                         | Schumacher, Fritz                                         | 30982    | BW             |
| 28951        | Tangstedter Landstraße 246 (Lage) | O   | Reihenhaus | | 1921                                         | Schumacher, Fritz                                         | 30982    | BW             |
| 28928        | Tangstedter Landstraße 247 (Lage) | O   | Reihenhaus | | 1921                                         | Schumacher, Fritz                                         | 30982    | BW             |
| 28952        | Tangstedter Landstraße 248 (Lage) | O   | Reihenhaus | | 1921                                         | Schumacher, Fritz                                         | 30982    | BW             |
| 28992        | Tangstedter Landstraße 248, 250 (Lage) | O   | Knick | | 1921, um                                     |                                                           | 30982    | BW             |
| 28929        | Tangstedter Landstraße 249 (Lage) | O   | Reihenhaus | | 1921                                         | Schumacher, Fritz                                         | 30982    | BW             |
| 28953        | Tangstedter Landstraße 250 (Lage) | O   | Reihenhaus | | 1921                                         | Schumacher, Fritz                                         | 30982    | BW             |
| 28930        | Tangstedter Landstraße 251 (Lage) | O   | Reihenhaus | | 1921                                         | Schumacher, Fritz                                         | 30982    | BW             |
| 28931        | Tangstedter Landstraße 253 (Lage) | O   | Reihenhaus | | 1921                                         | Schumacher, Fritz                                         | 30982    | BW             |
| 28934        | Tangstedter Landstraße 257a, 257b, 257c, 259a, 259b, 261a, 261b, 261c (Lage) | O   | Mehrfamilienhaus | | 1990, um                                     | nicht ermittelt                                           | 30982    | weitere Bilder |
| 28936        | Tangstedter Landstraße 263 (Lage) | O   | Reihenhaus | | 1920                                         | Schumacher, Fritz                                         | 30982    | BW             |
| 28937        | Tangstedter Landstraße 265 (Lage) | O   | Reihenhaus | | 1920                                         | Schumacher, Fritz                                         | 30982    | BW             |
| 28938        | Tangstedter Landstraße 267 (Lage) | O   | Reihenhaus | | 1920                                         | Schumacher, Fritz                                         | 30982    | BW             |
| 28939        | Tangstedter Landstraße 269 (Lage) | O   | Reihenhaus | | 1920                                         | Schumacher, Fritz                                         | 30982    | BW             |
| 28940        | Tangstedter Landstraße 271 (Lage) | O   | Reihenhaus | | 1920                                         | Schumacher, Fritz                                         | 30982    | BW             |
| 28941        | Tangstedter Landstraße 273 (Lage) | O   | Reihenhaus | | 1920                                         | Schumacher, Fritz                                         | 30982    | BW             |
| 30980        | Tangstedter Landstraße 400 (Lage) | E   | | SS-Kaserne Langenhorn / AK Heidberg Tangstedter Landstraße                                                                                           |                                              |                                                           | 30980    |                |
| 24398        | Tangstedter Landstraße 400 (Lage) | O   | Kasernengebäude, Kasernenstabsgebäude (Torgebäude mit Haupteingang) (Krankenhaus (nach Umnutzung 1945))                   | SS-Kaserne Langenhorn / AK Heidberg (Gebäude) | 1937/38; 1945 (Umnutzung)                    | Bauabteilung der SS                                       | 30980    | weitere Bilder |
| 38930        | Tangstedter Landstraße 400 (Lage) | O   | Einfriedung | SS-Kaserne Langenhorn / AK Heidberg (Einfriedung) | 1937/38                                      |                                                           | 30980    |                |
| 24403 (1037) | Tarpen 40 (Lage) | O   | Fabrikanlage | Deutsche Messapparatebau GmbH („Messap“), ehem. | 1934/35, ab                                  | Richter, Paul Alfred                                      | 30983    |                |
| 28836        | Timmerloh 1, 3 (Lage) | O   | Doppelhaus | | 1919–1921                                    | Hochbauwesen/Schumacher, Fritz (Fischer)                  | 30982    |                |
| 28840        | Timmerloh 2, 4 (Lage) | O   | Doppelhaus | | 1919–1921                                    | Hochbauwesen/Schumacher, Fritz (Fischer)                  | 30982    |                |
| 28837        | Timmerloh 5, 7 (Lage) | O   | Doppelhaus | | 1919–1921                                    | Hochbauwesen/Schumacher, Fritz (Fischer)                  | 30982    | weitere Bilder |
| 28841        | Timmerloh 6, 8 (Lage) | O   | Doppelhaus | | 1919–1921                                    | Hochbauwesen/Schumacher, Fritz (Fischer)                  | 30982    |                |
| 28838        | Timmerloh 9, 11 (Lage) | O   | Doppelhaus | | 1919–1921                                    | Hochbauwesen/Schumacher, Fritz (Fischer)                  | 30982    |                |
| 28842        | Timmerloh 10, 12 (Lage) | O   | Doppelhaus | | 1919–1921                                    | Hochbauwesen/Schumacher, Fritz (Fischer)                  | 30982    |                |
| 28839        | Timmerloh 13, 15 (Lage) | O   | Doppelhaus | | 1919–1921                                    | Hochbauwesen/Schumacher, Fritz (Fischer)                  | 30982    |                |
| 28843        | Timmerloh 14, 16 (Lage) | O   | Doppelhaus | | 1919–1921                                    | Hochbauwesen/Schumacher, Fritz (Fischer)                  | 30982    |                |
| 28844        | Timmerloh 18 (Lage) | O   | Doppelhaus | | 1924–1925                                    | nicht ermittelt                                           | 30982    |                |
| 28845        | Timmerloh 19, 21 (Lage) | O   | Doppelhaus | | 1921                                         | Schumacher, Fritz                                         | 30982    |                |
| 28846        | Timmerloh 23, 25 (Lage) | O   | Doppelhaus | | 1921                                         |                                                           | 30982    |                |
| 28847        | Timmerloh 24, 26 (Lage) | O   | Doppelhaus | | 1921                                         | Steineke, Friedrich                                       | 30982    | weitere Bilder |
| 29275 (1768) | Timmerloh 27, 29 (Lage) | O   | Schulgebäude | Fritz-Schumacher-Schule | 1929/31                                      | Schumacher, Fritz                                         |          | weitere Bilder |
| 28848        | Timmerloh 28, 30 (Lage) | O   | Doppelhaus | | 1921                                         | Steineke, Friedrich                                       | 30982    |                |
| 28851        | Timmerloh 31, 33 (Lage) | O   | Doppelhaus | | 1921                                         |                                                           | 30982    |                |
| 28849        | Timmerloh 32 (Lage) | O   | Turnhalle | | 1980er Jahre                                 |                                                           | 30982    | weitere Bilder |
| 28850        | Timmerloh 32a (Lage) | O   | Wohngebäude | | 2003                                         |                                                           | 30982    | weitere Bilder |
| 28852        | Timmerloh 35, 37 (Lage) | O   | Doppelhaus | | 1921                                         | Schumacher, Fritz                                         | 30982    |                |
| 28853        | Timmerloh 39, 41 (Lage) | O   | Doppelhaus | | 1921                                         | Schumacher, Fritz                                         | 30982    |                |
| 24174        | Tweeltenbek 12 (Lage) | O   | Wasserwerk | | 1951, um                                     |                                                           |          |                |
| 24431        | Wakendorfer Weg o.Nr. (Lage) | O   | Grenzstein | | 1783                                         |                                                           |          |                |
| 28865        | Wattkorn 1, 3 (Lage) | O   | Doppelhaus | | 1924–1925                                    | Schumacher, Fritz                                         | 30982    | BW             |
| 28871        | Wattkorn 2, 4 (Lage) | O   | Doppelhaus | | 1924–1925                                    | Schumacher, Fritz                                         | 30982    | BW             |
| 28866        | Wattkorn 5, 7 (Lage) | O   | Doppelhaus | | 1924–1925                                    | Schumacher, Fritz                                         | 30982    | BW             |
| 28872        | Wattkorn 6, 8 (Lage) | O   | Doppelhaus | | 1924–1925                                    | Schumacher, Fritz                                         | 30982    |                |
| 28867        | Wattkorn 9, 11 (Lage) | O   | Doppelhaus | | 1924–1925                                    | Schumacher, Fritz                                         | 30982    | BW             |
| 28873        | Wattkorn 10, 12 (Lage) | O   | Doppelhaus | | 1924–1925                                    | Schumacher, Fritz                                         | 30982    | BW             |
| 28868        | Wattkorn 13, 15 (Lage) | O   | Doppelhaus | | 1924–1925                                    | Schumacher, Fritz                                         | 30982    | BW             |
| 28874        | Wattkorn 14, 16 (Lage) | O   | Doppelhaus | | 1924–1925                                    | Schumacher, Fritz                                         | 30982    | BW             |
| 28869        | Wattkorn 17, 19 (Lage) | O   | Doppelhaus | | 1924–1925                                    | Schumacher, Fritz                                         | 30982    | BW             |
| 28875        | Wattkorn 18, 20 (Lage) | O   | Doppelhaus | | 1924–1925                                    | Schumacher, Fritz                                         | 30982    | BW             |
| 28870        | Wattkorn 21, 23 (Lage) | O   | Doppelhaus | | 1924–1925                                    | Schumacher, Fritz                                         | 30982    | BW             |
| 28876        | Wattkorn 22, 24 (Lage) | O   | Doppelhaus | | 1924–1925                                    | Schumacher, Fritz                                         | 30982    | BW             |
| 24434        | Weg Nr. 651 o.Nr. (Lage) | O   | Grenzstein | | 1862                                         |                                                           |          |                |
| 24435        | Weg Nr. 651 o.Nr. (Lage) | O   | Grenzstein | | 1862                                         |                                                           |          |                |
| 24436        | Weg Nr. 651 o.Nr. (Lage) | O   | Grenzstein | | 1862                                         |                                                           |          |                |
| 24437        | Weg Nr. 651 o.Nr. (Lage) | O   | Grenzstein | | 1862                                         |                                                           |          |                |
| 14816        | Willersweg o.Nr. (Lage) | O   | Park | Parkanlage Schäferhof | 1925, um                                     |                                                           |          | weitere Bilder |
| 28737        | Wördenmoorweg 83, 85 (Lage) | O   | Doppelhaus | | 1919–1921                                    | Hochbauwesen/Schumacher, Fritz (Fischer)                  | 30982    |                |
| 28738        | Wördenmoorweg 87, 89 (Lage) | O   | Doppelhaus | | 1919–1921                                    | Hochbauwesen/Schumacher, Fritz (Fischer)                  | 30982    |                |
| 28739        | Wördenmoorweg 91, 93 (Lage) | O   | Doppelhaus | | 1919–1921                                    | Hochbauwesen/Schumacher, Fritz (Fischer)                  | 30982    |                |
| 28740        | Wördenmoorweg 95, 97 (Lage) | O   | Doppelhaus | | 1919–1921                                    | Hochbauwesen/Schumacher, Fritz (Fischer)                  | 30982    |                |
| 28741        | Wördenmoorweg 99, 101 (Lage) | O   | Doppelhaus | | 1919–1921                                    | Hochbauwesen/Schumacher, Fritz (Fischer)                  | 30982    | weitere Bilder |
| 28742        | Wördenmoorweg 103, 105 (Lage) | O   | Doppelhaus | | 1919–1921                                    | Hochbauwesen/Schumacher, Fritz (Fischer)                  | 30982    |                |
| 28743        | Wördenmoorweg 107, 109 (Lage) | O   | Doppelhaus | | 1921                                         | Schumacher, Fritz                                         | 30982    |                |
| 28744        | Wördenmoorweg 111, 113 (Lage) | O   | Doppelhaus | | 1921                                         | Schumacher, Fritz                                         | 30982    |                |
| 28745        | Wördenmoorweg 115, 117 (Lage) | O   | Doppelhaus | | 1921                                         | Schumacher, Fritz                                         | 30982    |                |